# Scharlachroter Netzkäfer

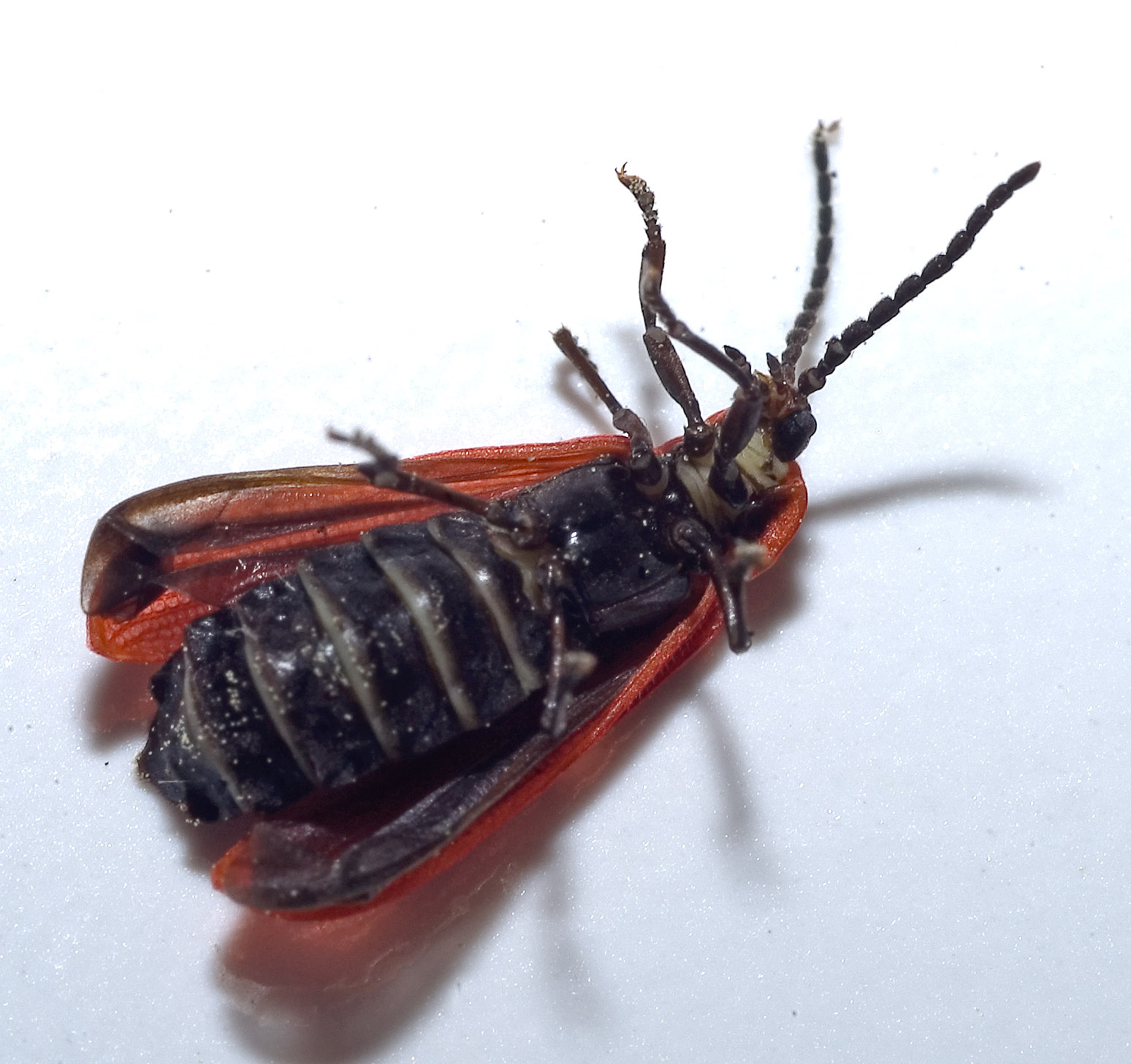
Unterseite

Der Scharlachrote Netzkäfer (Dictyoptera aurora) ist ein Käfer aus der Familie der Rotdeckenkäfer (Lycidae).

## Merkmale
Die Käfer werden 8 bis 13 Millimeter lang. Sie haben auffallend rote, längsgerillte Deckflügel, die durch in den Rillen vorhandene Erhebungen fast quadratisch gegittert scheinen. Die Weibchen haben breitere Deckflügel als die Männchen. Der restliche Körper ist dunkelbraun bis schwarz, auch das Schildchen (Scutellum) ist dunkel. Ihr sehr kleiner Kopf ist meist unter dem trapezförmigen Halsschild verdeckt. Dieses ist am Rand rot, in der Mitte ist es dunkel. Es ist so strukturiert, dass in der Mitte eine größere und in jeder Ecke eine kleinere Vertiefung erkennbar ist. Die Fühler sind kräftig ausgeprägt und bis auf die ersten drei Glieder, die bräunlich sind, schwarz. Das zweite Glied ist deutlich kürzer als die übrigen. 

## Vorkommen
Die Käfer kommen in der gesamten Paläarktis und auch in Nordamerika vor. Sie leben in Wäldern und am Waldrand. Man findet sie bis in Höhen von etwa 1.500 Metern.

## Lebensweise
Man findet die Imagines entweder einzeln auf Doldenblüten oder unter Rinde.